# Западна туя
Западните туи (Thuja occidentalis) са вид иглолистни от семейство Кипарисови (Cupressaceae).
Те са незастрашен вид. Продължителността на живота им достига 1653 години.
Таксонът е описан за пръв път от Карл Линей през 1753 година.

## Сортове
- Сорт Thuja occidentalis 'Autumn Moon'
- Сорт Thuja occidentalis 'Degroot's Spire'
- Сорт Thuja occidentalis 'Malonyana'
- Сорт Thuja occidentalis 'Rheingold'
- Форма Thuja occidentalis f. malonyana